# Berzence
Berzence là một làng thuộc hạt Somogy, Hungary. Làng này có diện tích 53,76 km², dân số năm 2010 là 2536 người, mật độ 47 người/km².